# مسیادانول
مسیادانول (به انگلیسی: Meciadanol) با فرمول شیمیایی C۱۶H۱۶O۶ یک ترکیب شیمیایی با شناسه پاب‌کم ۴۷۶۱۰ است. که جرم مولی آن ۳۰۴٫۲۹ g/mol می‌باشد. 